# Гордеев, Николай Павлович
Николай Павлович Гордеев — советский хозяйственный, государственный и политический деятель.

## Биография
Родился в 1905 году в Саратове. Член КПСС с 1927 года.
С 1919 года — на хозяйственной, общественной и политической работе. В 1919—1961 гг. — слесарь в Саратове, комсомольский и партийный работник в Астраханском округе, начальник шахты, главный инженер треста «Копейскуголь», секретарь Челябинского обкома ВКП(б), секретарь, второй секретарь Николаевского обкома КП Украины, секретарь, второй секретарь Ошского обкома КП Киргизской ССР, заместитель Председателя Совета Министров Киргизской ССР, заместитель председателя, председатель Киргизского совнархоза.
Избирался депутатом Верховного Совета Киргизской ССР 3-го и 4-го созывов, Верховного Совета СССР 5-го созыва.
Умер во Фрунзе в 1978 году.